# Krasiczyn (gmina)
Krasiczyn – gmina wiejska w województwie podkarpackim, w powiecie przemyskim. W latach 1975–1998 gmina położona była w województwie przemyskim.
Siedziba gminy to Krasiczyn.
Według danych z 30 czerwca 2004 gminę zamieszkiwało 4758 osób.
Z dniem 1 stycznia 2010 gmina pomniejszyła się o obszar miejscowości Kruhel Wielki, która została włączona do Przemyśla.
1 stycznia 1977 z gminy Krasiczyn włączono do Przemyśla część wsi Kruhel Wielki (46 ha) i część wsi Prałkowce (12 ha).

## Struktura powierzchni
Według danych z roku 2002 gmina Krasiczyn ma obszar 127,17 km², w tym:
- użytki rolne: 31%
- użytki leśne: 61%

Gmina stanowi 10,48% powierzchni powiatu.

## Demografia

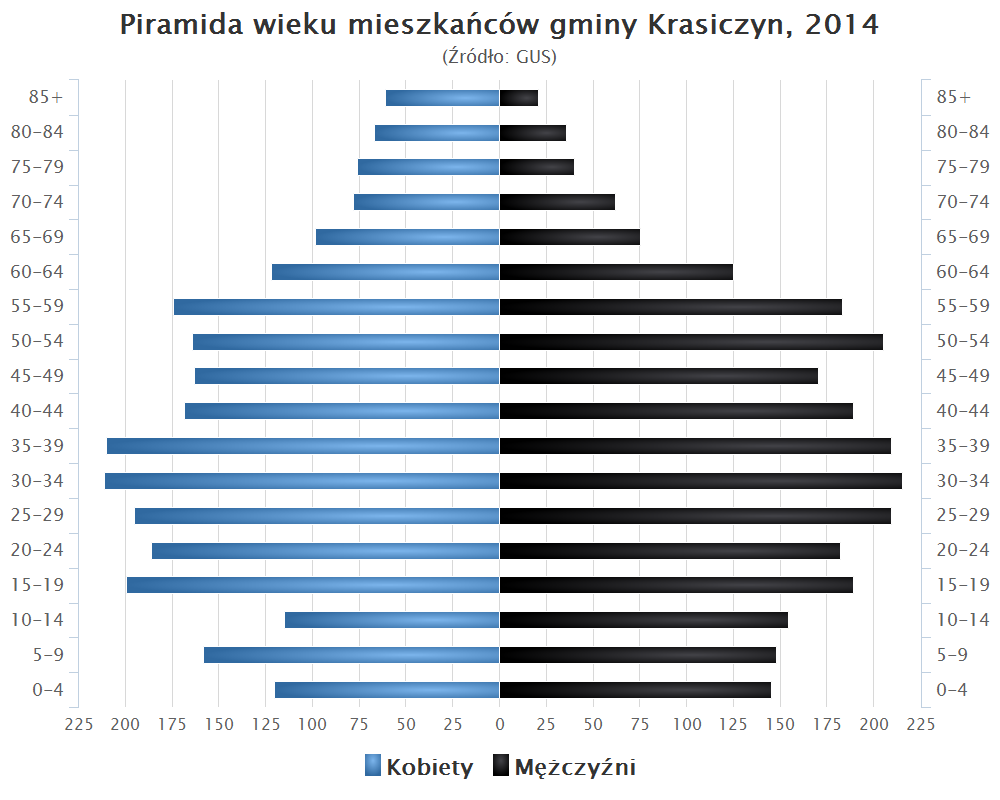
Piramida wieku mieszkańców gminy Krasiczyn w 2014 roku

Dane z 30 czerwca 2004:
| Opis                              | Ogółem | Ogółem | Kobiety | Kobiety | Mężczyźni | Mężczyźni |
| --------------------------------- | ------ | ------ | ------- | ------- | --------- | --------- |
| jednostka                         | osób   | %      | osób    | %       | osób      | %         |
| populacja                         | 4758   | 100    | 2379    | 50      | 2379      | 50        |
| gęstość zaludnienia (mieszk./km²) | 37,4   | 37,4   | 18,7    | 18,7    | 18,7      | 18,7      |

## Sołectwa
Brylińce, Chołowice, Cisowa, Dybawka, Korytniki, Krasice, Krasiczyn, Krzeczkowa, Mielnów, Olszany, Prałkowce, Rokszyce, Śliwnica, Tarnawce, Zalesie. 

## Sąsiednie gminy
Bircza, Fredropol, Krzywcza, Przemyśl, Przemyśl (miasto)